# Juan Antonio de Vera y Figueroa

Página de título ilustrada de una versión francesa de El Embaxador (Le parfait ambassadeur, Leiden, 1709)

Juan Antonio de Vera y Figueroa Ávila y Zúñiga, I conde de la Roca (Mérida, 26 de abril de 1583-Madrid, 20 de noviembre de 1658), fue un diplomático, historiador y escritor, sobrino de Fernando de Vera, obispo de Bugía.

## Biografía
Era hijo de Fernando de Vera Vargas y Figueroa, hijo a su vez de Juan de Vera, I alférez mayor de Mérida. Su madre, María de Ávila y Zúñiga, era hija de Luis de Ávila y Zúñiga, un amigo íntimo de Carlos V, y de su esposa María de Zúñiga Manuel y Sotomayor, II marquesa de Mirabel.
Nació en Mérida (Badajoz) y fue bautizado en Santa María el 26 de abril de 1583. Después su familia se trasladó a Jerez de la Frontera donde nacieron sus otros hermanos, Fernando, Luis Lorenzo y Teresa.
Juan Antonio se trasladó a Sevilla al iniciar sus estudios universitarios entre 1598 y 1599. Contrajo matrimonio en Sevilla con Isabel de Mendoza, su primera esposa, de la que tuvo dos hijos, Fernando y Pedro, pero ambos ingresaron en los Agustinos de Sevilla. Fallecida ésta, se casó con María Antonia de Vera y Tovar en Esparragalejo (Badajoz) el 19 de junio de 1623, de la que tuvo a Fernando, su heredero. En 1630 nació en Madrid su hija María Antonia y en 1638, en Mérida, Catalina Antonia.
El conde estuvo un tiempo en la Contaduría mayor del rey y, debido a su elegancia y buena conversación, se introdujo en los medios literarios sevillanos y contó con amigos como el poderoso Conde duque de Olivares, interesado por sus opiniones diplomáticas, y los dramaturgos Lope de Vega y Juan Pérez de Montalbán, entre otros. En 1604, Lope de Vega le dedicó un soneto en El peregrino en su patria, una novela bizantina que tiene la particularidad de desarrollarse únicamente en el ámbito hispánico. En 1605 se publicó un poema suyo en redondillas en las Flores de Poetas de Pedro Espinosa. El mismo conde publicó El Embaxador (1620), un diálogo pronto traducido al francés (1635) y al italiano, que se convirtió en un vademécum de los aristócratas que iniciaban la carrera diplomática. Por otra parte, algunos piensan que, en definitiva, él habría sido el verdadero autor del famoso Centón epistolario (Burgos: Juan de Rey, 1499), una falsificación literaria y editorial que habría hecho pasar por obra de un oscuro personaje real: el poeta y médico de Juan II de Castilla el bachiller Fernán Gómez de Cibdarreal, pero que no llegó a engañar en el siglo XVIII a los eruditos Nicolás Antonio y Francisco Pérez Bayer y a otros posteriores.
Considerando los servicios de su padre a la corona, en 1613 se le concede el hábito de caballero de la Orden de Santiago y la encomienda de la Barra. Interesado por el libro que acababa de publicar, el Conde-duque de Olivares lo llamó a Madrid en 1621 para instruir a futuros diplomáticos, y en esta ciudad publicó su Epítome de la vida y hechos del invicto emperador Carlos V. La muerte de su padre hizo que disfrutase de los terrazgos de Don Tello y Sierra Brava (como vizconde de Sierrabrava, 1627 y I Conde de la Roca, 1628), y obtuvo además el título de alférez mayor de Mérida, por el que cobraba 1650 reales y 18 maravedíes anuales. Embajador en Saboya en 1625, estuvo en e1 socorro de Génova aquel año junto al duque de Feria; luego permaneció en Roma un tiempo y allí publicó Vida de Santa Isabel de Portugal (1625). En ese mismo año compró la aldea de Alguijuela y más adelante la de Manzanete, que pasó a llamarse Roca de la Sierra para llevar su título nobiliario. 
En 1630 marchó una vez más como embajador extraordinario junto al duque Victor Amadeo I de Saboya y permaneció allí basta 1632, momento en que partió a Venecia con embajada ordinaria; allí estuvo hasta 1642 con la difícil misión de garantizar la neutralidad de la región en la Guerra de los Treinta Años y de paso disipar la animosidad que rescoldaba por la conjura de Bedmar (1617) y la inclinación profrancesa de la Serenísima, expresa a través de algunos de los escépticos y libertinos escritores reunidos en la Accademia degli Incogniti, pues otros le fueron manifiestamente favorables, como el marqués Virgilio Malvezzi, por cierto traducido por Quevedo. La "Instrucción secreta" de Felipe IV a Vera en 1630 para su embajada en Venecia recoge dos ejemplos provenientes de la arena política contemporánea más candente para ilustrar “la mala voluntad que ellos (los venecianos) tienen hacia esta Corona y los Habsburgo”: su preferencia por el candidato de Francia (Nevers) en la guerra de Sucesión de Mantua, y su apoyo a los protestantes de los Grisones contra los católicos en la Valtelline / Valtelina, un valle vital para la comunicación entre los españoles y los alemanes Habsburgo en el camino español. Escribió e imprimió él mismo en su propia casa varios folletos anónimos en italiano y español protegiendo los intereses de España, y utilizando varias veces, por su propia seguridad, seudónimos como Vox Populi o Zambeccari cuando denunciaba la debilidad del papa Urbano VIII frente a la herejía y su complicidad con Francia., por ejemplo, en Intrinchi. Con igual propósito utilizó una intensa comunicación epistolar para promocionar su embajada y la monarquía española y reivindicó el mérito de su amigo Lope de Vega contra los plagios e imitaciones del famoso poeta manierista italiano Juan Bautista Marino, auspiciando una antológica colección de más de un centenar de panegíricos fúnebres en verso de autores de todas las academias de Italia, Essequie poetiche ovvero Lamento delle Muse Italiane in morte del signore Lope de Vega', impresa en Venecia en 1636.
Durante los años 1635 y 1636 se estableció en Mérida para recibir los señoríos de Torremayor y de Roca de la Sierra y volvió a Italia, donde estuvo al menos hasta 1644, cuando murió su primogénito, de forma que pasó a ser heredero el primer hijo de su segundo matrimonio. El 5 de noviembre de 1654 es nombrado Consejero de Indias. Juan Antonio murió en Madrid el 20 de noviembre de 1658 y fue enterrado en la parroquia de San Martín.
Existe un cuadro del pintor José García Hidalgo (1646-1719), Presentación al Senado y Dux de Venecia del embajador Conde dela Roca, sin fecha.

## Obras

### En español
- El Embaxador, Sevilla: De Lyra, 1620, diálogo traducido al francés en 1635 y al italiano en 1646.
- Epítome de la vida y hechos del invicto emperador Carlos V, Madrid, 1645.
- Vida de Santa Isabel de Portugal, Roma, 1625.
- Vida de la inmacvlada madre de Dios, y siempre virgen María nuestra Señora
- Fragmentos históricos de la vida del Conde de Olivares (1628, manuscrito hasta el siglo XVIII)
- Resultas de la vida del III duque de Alba (¿Milán, 1643?)
- El Fernando o Sevilla restaurada. Poema heroico escrito con los versos de la Gerusalemme liberata del insigne Torquato Tasso, Milán, 1632. Sobre Fernando III el Santo.
- Manifiesto del Conde de la Roca: respuesta a lo que dice un papel sobre la caída del Conde Duque, de que al capellán del valido le preguntó si la ostia con que le comulgaba estaba consagrada o no, 1644.
- El rey don Pedro defendido (Madrid, 1647).
- Papeles de las inteligenzias del Conde de la Roca, embaxador ordinario del Señor Rey Don Phelipe 4º, en Venezia, manuscrito sin año.
- Varias prosas, algunas bajo nombre falso, y poemas en VV. AA. Essequie Poetiche ovvero Lamento delle Muse Italiane in morte del Sig. Lope de Vega, Venecia: Ghirardo Imberti, 1636, reeditado en 1779.
- Registro de cartas para sus Majestades y ministros tocantes a la embajada de Venecia. Del año 1639 al 1642, manuscrito.
- Correspondencia del conde de la Roca. Cincuenta y dos cartas manuscritas fechadas en Venecia, Alessandria, Milán, Nápoles, Pavía y Génova entre julio de 1639 y enero de 1648, muchas de ellas a Luis Méndez de Haro, marqués del Carpio.
- Centón epistolario, Burgos, 1499, falsificación literaria que atribuyó al Bachiller Fernán Gómez de Cibdarreal.

### En italiano
- La Vittoria di Norlinga. Conseguita à VI di settembre MDCXXXIV. Dalla maestà del Re d'Ungaria, et dalla Real Altezza dell'Infante Don Ferdinando. Descritta nelle lingue spagnuola, e italiana. Milano, 1638, pero de hacia 1634.
- Intrichi del nostro tempo, Ò Vero ecceptioni politiche contro le regole evangeliche, auttore Vox Populi, etc, Turín, respuesta anónima al panfleto Il cattolico di stato.
- Il miglior giglio de Francia (Luigi Re Santo). Lione: Per gli her. de B. Rigaut, 1640.